# Jasper Fforde
Jasper Fforde (Londra, 11 gennaio 1961) è uno scrittore britannico.
I romanzi di Fforde sono caratterizzati da allusioni letterarie, giochi di parole, una trama serrata e aderenza al genere tradizionale. Le sue opere contengono solitamente elementi di metanarrazione, parodia e fantasy.

## Biografia
È figlio di John Standish Fforde, ventiquattresimo cassiere capo della Banca d'Inghilterra (la cui firma appariva sulla cartamoneta britannica), e cugino della scrittrice Katie Fforde. Ha studiato presso la Dartington Hall School.
Ha trascorso i primi anni della sua carriera come assistente operatore per l'industria cinematografica, dove ha lavorato per una serie di film, tra i quali Agente 007 - GoldenEye ed Entrapment.
Tra le sue pubblicazioni, quella che lo ha reso famoso è la serie di romanzi che ha per protagonista la detective letteraria Thursday Next: Il caso Jane Eyre, Persi in un buon libro, Il pozzo delle trame perdute, C'è del marcio e First Among Sequels e One of Our Thursdays Is Missing e The Woman Who Died a Lot(gli ultimi tre non ancora tradotti in italiano). È annunciato un ulteriore episodio dal titolo Dark Reading Matter.
L'autore afferma che Il caso Jane Eyre ha ricevuto 76 rifiuti da editori prima di essere ammesso alla pubblicazione.
The Big Over Easy (2005), che ha un'ambientazione simile ai romanzi che hanno per protagonista Thursday Next, è una revisione del primo romanzo scritto dall'autore, che inizialmente non aveva trovato alcun editore. Il titolo originale era Who Killed Humpty Dumpty?, più tardi divenuto Nursery Crime, che è il titolo ora usato per riferirsi a questa serie di romanzi. Questi descrivono le indagini del DCI Jack Spratt. Il seguito di The Big Over Easy, The Fourth Bear, è stato pubblicato in Gran Bretagna nel luglio 2006; la storia ruota su Riccioli d'oro e i Tre Orsi.
Altra serie di romanzi dell'autore è Eddie Russett, dal nome del protagonista, che è composta dai romanzi Shades of Grey e Red Side Story ed è ambientata in una società distopica dove le persone sono divise in caste basate sulla loro capacità di percepire i colori. Il protagonista scopre i segreti e le ingiustizie del sistema cromatico, mette in discussione le convenzioni sociali e cerca di cambiare un mondo regolato da leggi oppressive. 
La tetralogia young adult The Last Dragonslayer segue le avventure di Jennifer Strange, una giovane apprendista maga in un mondo dove la magia sta svanendo; nel primo libro una profezia annuncia la morte dell'ultimo drago e Jennifer si ritrova investita dalla missione di proteggere la creatura e prevenire il caos che la sua morte potrebbe scatenare. La serie esplora temi di responsabilità, amicizia e il conflitto tra progresso e tradizione, mentre Jennifer risolve intrighi magici e politici per salvare il mondo che conosce.
Oltre alle serie, FForde ha pubblicato i romanzi stand-alone Early riser, che si svolge durante l'inverno in un mondo dove la maggioranza della popolazione iberna, e The constant rabbit, ambientato in un'ipotetica Gran Bretagna dove, per motivi ignoti, alcuni animali hanno assunto dimensioni umane e capacità di parola, pur conservando le proprie abitudini e caratteristiche psicologiche. La convivenza tra umani e animali antropomorfi è difficile, con discriminazioni e tensioni sociali che ricordano temi reali di razzismo e xenofobia; il romanzo esplora i temi della tolleranza, dell'accettazione e delle lotte per i diritti civili, e si chiude su una nota pessimista insolita per l'autore.

## Premi letterari
- Nel 2003 vince il Premio Alex con Il caso Jane Eyre (The Eyre Affair)
- Nel 2004 vince il Premio Dilys con Persi in un buon libro (Lost in a Good Book)
- Nel 2004 vince il Bollinger Everyman Wodehouse Prize per la letteratura umoristica con Il pozzo delle trame perdute (The Well of Lost Plots)

## Opere
- Serie dei romanzi di Thursday Next

Copertina de Il caso Jane Eyre (ed. it. Marcos y Marcos)

  - Il caso Jane Eyre (The Eyre Affair, 2001), ed. it. Marcos y Marcos, 2006
  - Persi in un buon libro (Lost in a Good Book, 2002), ed. it. Marcos y Marcos, 2007
  - Il pozzo delle trame perdute (The Well of Lost Plots, 2003), ed. it. Marcos y Marcos, 2007
  - C'è del marcio (Something Rotten, 2004), ed. it. Marcos y Marcos, 2008
  - First Among Sequels (2007)
  - One of Our Thursdays is Missing (2010)[4]
  - The Woman Who Died a Lot (2012)
  - Dark Reading Matter (annunciato)
- Serie Nursery Crimes
  - The Big Over Easy (2005)
  - The Fourth Bear (2006)
- Serie Shades of Grey
  - Shades of Grey (Titolo di copertina) (2009), Shades of Grey 1: The Road to High Saffron (Titolo interno)
  - Red Side Story (2023)
- Serie The Last Dragonslayer
  - The Last Dragonslayer (2010)
  - The Song of the Quarkbeast (2011)
  - The Return of Shandar (2013)
  - The great troll war (2021)
- Stand-alone
  - Early riser (2018)
  - The constant rabbit (2020)